# Anomoses hylecoetes
Anomoses hylecoetes – gatunek motyla z podrzędu Glossata, jedyny z rodziny Anomosetidae.
Gatunek i rodzaj opisane zostały w 1916 roku przez Alfreda Jefferisa Turnera. W 1919 roku Robin John Tillyard lub Turner w 1922 roku umieścił je w monotypowej rodzinie Anomosetidae. Uznaje się je, wraz z Protheoridae, za najprymitywniejsze Hepialoidea.
Motyl o głowie pokrytej włosowatymi i blaszkowatymi łuskami, pozbawionej przyoczek, opatrzonej 3 parami małych cierni na ciemieniu. Czułki krótkie i proste. Ssawka szczątkowa. Głaszczki szczękowe drobne, a głaszczki wargowe trójczłonowe. Środkowe golenie z 2, a tylne z 4 ostrogami na każdym; przednie bez ostróg. Skrzydła w spoczynku składane nad ciałem dachowato; przednie z rozgałęzioną, a tylne z prostą żyłką subkostalną. Żyłki barkowe dobrze zaznaczone na obu parach. Na przedniej parze dobrze rozwinięte jarzemko. Genitalia samca o trójkątnej, przyczepionej wierzchołkiem do triellum jukście, długich, zakrzywionych do góry i spiczastych walwach i szerokim winkulum.
Jako miejsce żerowania gąsienic notowano butwiejące kłody, jednak stadia rozwoje pozostają nieopisane. Osobniki dorosłe obserwowano w październiku.
Ćma endemiczna dla Australii. Notowana z lasów deszczowych południowego Queensland i północnej Nowej Południowej Walii.